# 刘弘益
劉弘益（？—947年），十国南漢初代高祖皇帝劉龑的第十九子。
南漢高祖劉龑有19子，劉弘益为第十九子。生母不詳。大有五年（932年），刘弘益被封为定王。劉龑的第四子南汉第三代皇帝中宗劉晟即位。乾和五年（947年），刘弘益与哥哥刘弘弼、劉弘暐、刘弘简、刘弘建、刘弘济、刘弘道、刘弘照同日被中宗所杀。他们的女儿被中宗纳入后宫，儿子全被杀死。